# Annibaldo Caetani
Annibaldo Caetani di Ceccano (anche Annibale) (Ceccano, 1280-1282 – San Germano, 17 luglio 1350) è stato un cardinale, arcivescovo cattolico e teologo italiano.

## Biografia
Annibaldo era figlio di Annibaldo, signore di Ceccano, e di Perna di Gaetano Stefaneschi. Da parte di madre era nipote del cardinale Jacopo Caetani degli Stefaneschi, e cugino del cardinale Francesco Tibaldeschi (la madre del Tibaldeschi, era sorella alla madre del cardinale Annibaldo, e sorella al cardinale Jacopo).

### Studi e formazione
Studiò teologia presso la Sorbona di Parigi, completando gli studi in teologia e in diritto canonico, dove fu docente. A tal proposito fu lui ad imporre e ripristinare l'insegnamento della dottrina teologica di Tommaso d'Aquino a Parigi.

### Carriera ecclesiastica
Vista la grande considerazione che papa Giovanni XXII aveva di lui, il 5 maggio 1326 lo nominò arcivescovo di Napoli e lo stesso giorno il papa informò Roberto, re di Napoli, e il clero della nomina. La benevolenza del pontefice nei suoi confronti si manifestò ancora negli anni successivi: il 18 dicembre 1327 ricevette la berretta cardinalizia con il titolo di San Lorenzo in Lucina e nel dicembre 1332 divenne vescovo di Tuscolo. In seguito alla nomina a cardinale, il 23 dicembre 1327 si dimise da arcivescovo di Napoli per far ritorno ad Avignone, mentre alla cattedra partenopea fu chiamato Giovanni Orsini, suo parente. 
Ottenne diversi benefici ecclesiastici connessi al cardinalato: numerosi canonicati, arcidiaconati e prepositure nelle diocesi europee. Pertanto gli garantirono rendite cospicue e Caetani non disdegnava farsi notare nello sfarzo. Fece decorare da Simone Martini il timpano del portale principale della cattedrale di Avignone: Caetani è raffigurato nella lunetta genuflesso in preghiera davanti alla Vergine. Fondò anche un monastero per la congregazione dei celestini a Gentilly, in Francia.
Caetani in qualità di teologo del papa, presiedette la commissione istituita dal pontefice per giudicare le opere dei domenicani Durando di San Porciano e Thomas Waleys (quest'ultimo già inquisito e incarcerato). Infatti Caetani si scontrò già con Waleys sui concetti di visione beatifica e differita sostenendo ed influenzando la tesi di papa Giovanni XXI, che convocò un concistoro il 28 dicembre 1333 per discuterne. Caetani riuscì a convincere il papa, assieme agli altri, della bontà dei pensieri espressi nelle opere inquisite. Non sono ben note invece le posizioni di Caetani sulla disputa sulla povertà apostolica. Presenziò all'abiura di Cecco d'Ascoli.

### Attività diplomatica
Partecipò al conclave del 1334 che elesse papa Benedetto XII. Dal nuovo papa fu nominato legato pontificio ed inviato in missione a Napoli con il compito di riconciliare Luigi I, re d'Ungheria, con la cognata e cugina Giovanna I, regina di Napoli.
Partecipò al conclave del 1342 che elesse papa Clemente VI. Il pontefice progettava una nuova crociata, ed il 31 maggio 1342 fu inviato come legato presso Filippo VI di Francia e Edoardo III d'Inghilterra per convincere quest'ultimo a riappacificarsi e cessare le sue pretese sulla corona francese.
Successivamente fu inviato a Roma per supervisionare i preparativi del Giubileo del 1350. Fece una sfarzosa entrata nella città con a seguito seicento cavalieri prendendo possesso del suo appartamento nel Palazzo Apostolico con benestare del pontefice. Per ridurre l'inflazione dei prezzi, saliti vertiginosamente per il giubileo, decise di ridurre da otto a un giorno il soggiorno dei pellegrini che si recavano a Roma per chiedere l'indulgenza. La decisione scatenò le proteste degli albergatori e commercianti romani: in questo frangente mentre Caetani si recava egli stesso a San Pietro fu colpito da una freccia che si conficcò nella sua berretta senza ferirlo. L'inchiesta non individuò colpevoli, anche se si ipotizzò il coinvolgimento di Cola da Rienzo.
Morì il 17 luglio 1350 mentre stava giungendo a Napoli: si ipotizzò un avvelenamento. Il corpo, imbalsamato e rivestito di un saio francescano, fu portato a Roma e fu sepolto nella tomba dello zio cardinale, nella cappella dei santi Lorenzo e Giorgio della Basilica di San Pietro.

## Successione apostolica
La successione apostolica è:
- Arcivescovo Nicholas de Botras, O.F.M. (1333)
- Vescovo Ricardo di Alessano, O.P. (1333)
- Vescovo Jean de Cumba (1333)
- Vescovo Gratia de Aquila, O.F.M. (1334)
- Arcivescovo Pierre Frétault (1335)
- Vescovo Jean de Meulan (1335)
- Vescovo Hugues de Châtillon (1336)
- Vescovo John Wishart (1337)
- Vescovo Guillaume Audibert (1337)
- Vescovo William Rae (1339)
- Arcivescovo Pietro di Santa Severina (1340)
- Vescovo Robert de Brécourt (1340)
- Vescovo Antoine di Lombez, O.Cist. (1341)
- Vescovo Ithier de Sandreux (1341)
- Vescovo Foulgues de Chanac (1343)
- Vescovo Bartolomeo da Urbino (1348)